# Fryderyk Kleinman
Fryderyk Kleinman (ur. 1897 we Lwowie, zm. 1943 w obozie przy ul. Janowskiej we Lwowie) – polski malarz, grafik i scenograf pochodzenia żydowskiego; ofiara Holocaustu.

## Życiorys
Studiował w Krakowie, Wiedniu i Paryżu. Był autorem rysunków ukazujących się w prasie lwowskiej, m.in. w tygodniku satyrycznym „Szczutek” oraz w „Sygnałach” i „Chwili”. Tworzył obrazy w akwareli i pastelu, rzadziej malował farbami olejnymi. Stworzył wraz z Kazimierzem Sichulskim galerię karykatur pisarzy i artystów w lwowskiej restauracji „Atlas”. Obrazy podpisywał „Fryc Kleinman”. W latach trzydziestych zajmował się głównie malarstwem i scenografią oraz projektowaniem kostiumów i kukiełek dla teatrów lwowskich: teatru satyrycznego Semafor, Teatru Żydowskiego oraz warszawskich: Azazel i Ararat.

## Galeria

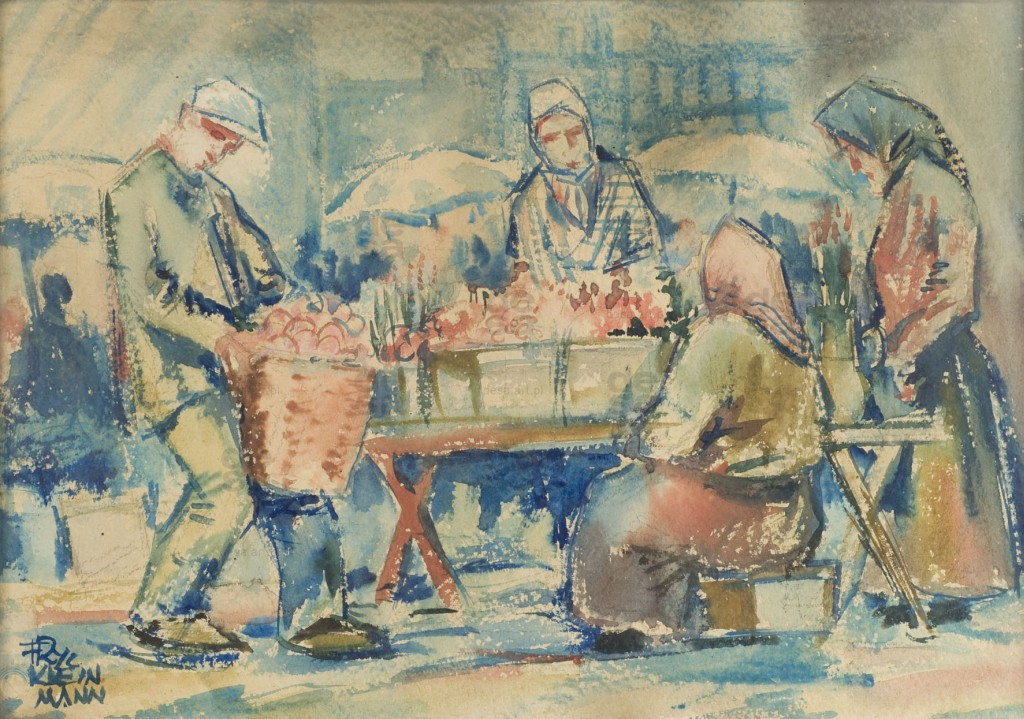
Targ
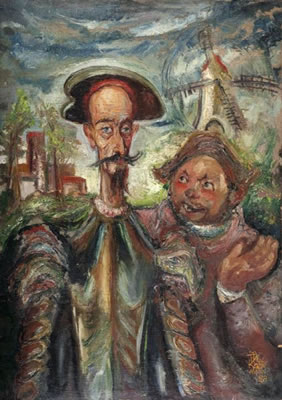
Don Kichote i Sancho Pansa
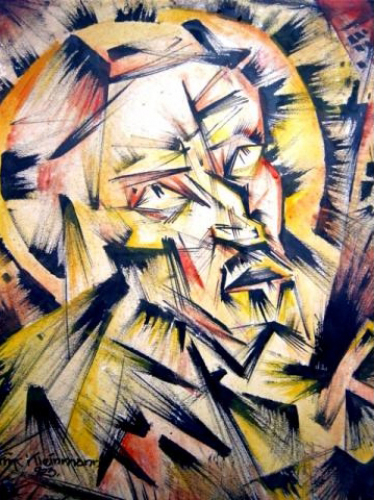
Portret kubistyczny
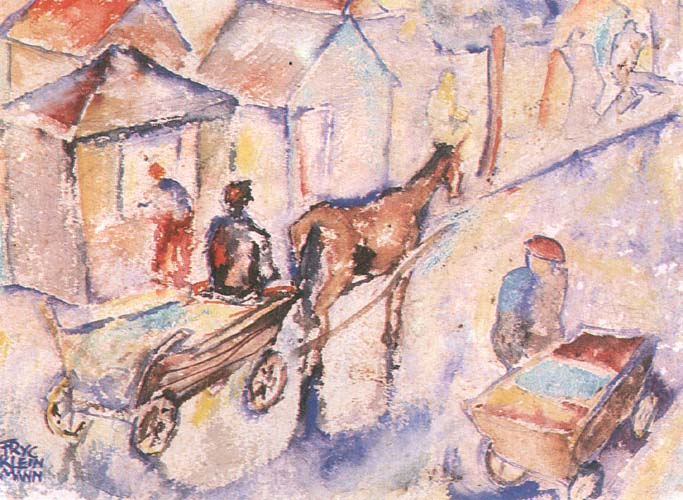
W małym mieście